# Cadillac Type 53
La Type 53 è un'autovettura prodotta dalla casa automobilistica statunitense Cadillac dal luglio 1915 al maggio del 1916.

## Storia
La Cadillac Type 53 fu il primo modello con i comandi al "posto giusto", cioè come sono disposti attualmente sulla stragrande maggioranza delle automobili. Quindi con la leva del cambio e del freno a mano fra i due sedili anteriori, ed i tre pedali per frizione, freno ed acceleratore nell'ordine odierno. Registrò uno scarso successo ma ebbe il merito di aver introdotto la configurazione odierna dei comandi delle automobili, disposizione che divenne popolare in Europa grazie alla Austin 7, che ne riprendeva infatti le idee.
Derivata dalla precedente Cadillac Type 51 era spinta dallo stesso motore V8 da 5.153 cm³ di cilindrata che erogava 77 CV di potenza, 7 in più della versione precedente. Il cambio era manuale a tre rapporti.
Oltre alla versione con passo di 3.100 mm era disponibile anche in una versione a passo allungato a 3.630 mm con carrozzeria landaulet e la possibilità di ospitare 7 passeggeri; curiosamente i sedili aggiunti erano situati subito alle spalle dei sedili anteriori e direzionati verso il retro della vettura.
La Type 53 in versione roadster e condotta da Erwin "Cannonball" Baker e William Sturm è stata anche protagonista di una traversata degli Stati Uniti da Los Angeles a New York effettuata in 7 giorni 11 ore e 52 minuti, tempo record per l'epoca.